# SNR G000.9+00.1
SNR G000.9+00.1, llamado también G0.9+0.1, AJG 70 y 1E 1744.1-2808, es un resto de supernova que se localiza en la constelación de Sagitario.
Fue descubierto como radiofuente desde del radiotelescopio Molonglo (Australia) en 1968.

## Morfología
En banda de radio, la morfología general de SNR G000.9+00.1 está dominada por un núcleo luminoso con un diámetro de unos dos minutos de arco, rodeado por un caparazón más débil pero aún detectable de 8 minutos de arco de diámetro.
Este resto de supernova fue detectado en rayos X por primera vez con el observatorio espacial BeppoSAX y, posteriormente, el núcleo fue inequívocamente identificado como una nebulosa de viento de púlsar o plerión (PWN). A este respecto, las imágenes de rayos X del observatorio Chandra revelan una simetría axial donde el eje de simetría se encuentra en un ángulo de 165 º.
El plerión de rayos X casi llena el tamaño del núcleo de radio, lo que indica la presencia de un campo magnético moderado. La morfología y simetría observadas en rayos X se conservan básicamente en banda de radio, incluidos varios arcos, nodos brillantes, extensiones y filamentos.
Por último, SNR G000.9+00.1 ha sido detectado con H.E.S.S. en rayos gamma de muy alta energía por encima de 200 GeV.

## Remanente estelar
El púlsar que ilumina el plerión de SNR G000.9+00.1, descubierto en 2009 con el telescopio de Green Bank, recibe el nombre de PSR J1747−2809 y tiene un período de rotación de 52 ms. Debido a la dispersión interestelar, no ha podido ser detectado a 1,4 GHz.
Forma parte del grupo de púlsares jóvenes de baja luminosidad que constituyen un tercio de todos los púlsares jóvenes conocidos.
Es muy probable que sea el equivalente de la fuente puntual de rayos X CXOU J174722.8−280915, detectada a energías superiores a 3 keV en 2001.

## Edad y distancia
SNR G000.9+00.1 es considerado un resto de supernova joven con una edad estimada de 2000 o 3000 años.
Teniendo en cuenta una relación empírica entre luminosidad en rayos X y tasa de pérdida de energía del púlsar, y comparándola con la energía total calculada, se deriva un límite inferior de 1100 años para la edad del plerión.
Debido a la localización de SNR G000.9+00.1 en dirección del centro galáctico, y dada la incertidumbre en el modelo de densidad electrónica en esa dirección, la distancia a la que se encuentra este resto de supernova no es bien conocida, estando en el rango comprendido entre 8000 y 16 000 pársecs.
Dentro de este amplio margen está la distancia estimada del púlsar PSR J1747-2809 —unos 13 000 pársecs—, lo que situaría a SNR G000.9+00.1 al otro lado del centro galáctico, situado a unos 8000 pársecs.